# Alberto Coen Porisini
Alberto Coen Porisini (Torino, 21 novembre 1961) è un ingegnere italiano.

## Biografia
Nel 1987 si è laureato presso il Politecnico di Milano, dove nel 1992 ha conseguito un Dottorato di Ricerca in Ingegneria Elettronica dell'Informazione e dei Sistemi. Nel 1992 ha svolto attività di ricerca presso l'Università di Santa Barbara in California.
È stato ricercatore nel campo dei Sistemi di Elaborazione dell'Informazione presso il Dipartimento di Elettronica e Informazione del Politecnico di Milano. Principalmente le sue attività di ricerca hanno riguardato la Specializzazione del Software con tecniche (semi)automatiche, esecuzione simbolica, linguaggi e strumenti per la specifica di sistemi in tempo reale, metodologie di progetto per sistemi in tempo reale, architetture Middleware per sistemi in tempo reale, modellazione dei requisiti di sicurezza e privacy e i protocolli e i modelli di comunicazione privacy-aware per reti di sensori wireless.
È proprio nell'ambito della ricerca che ha partecipato a diversi progetti nazionali e internazionali, tra i quali, ad esempio, i progetti europei ESPIRI dove ha ricoperto anche il ruolo di Responsabile Scientifico di Unità.
È revisore di diverse riviste internazionali, tra le quali IEEE Transactions on Software Engineering, ACM Transactions on Software Engineering and Methodologies, ACM Computing Surveys, IEEE Computer, The Computer Journal, Acta Informatica, Computer Networks, Journal of System and Software e Journal of System Architecture. È stato preside della facoltà di scienze MM.FF.NN. dell'Università degli Studi dell'Insubria e rettore della stessa dal 2012 al 2018, subentrando a Renzo Dionigi.
É titolare dell'insegnamento di Fondamenti di Ingegneria del Software nel corso di Magistrale in Informatica dell'Università degli Studi dell'Insubria

## Pubblicazioni
- Alberto Coen-Porisini, Alfio Lombardo, Sergio Palazzo, The EVA tool: An approach to verifying structuring in Estelle specification, in The Formal Description Technique ESTELLE, North-Holland Publishing Company, December 1988 pp. 303 - 321
- Alberto Coen Porisini, Flavio De Paoli, Uno strumento di supporto al riuso del software, Atti del Congresso annuale AICA 1988, Cagliari, 28 - 30 Settembre 1988, pp 223 - 237
- Alberto Coen-Porisini, Alfio Lombardo, Sergio Palazzo, A tool for the automatic analysis of sequential and parallel communication among protocol entities, Proceedings of the Singapore International Conference On Networks 1989, Singapore, 17 - 20 Luglio 1989, pp. 355 - 360
- Alberto Coen-Porisini, Flavio De Paoli, Symbad: a Symbolic Executor of Sequential Ada Programs, Proceedings of the International Conference on Safety, Security and Reliability Related Computer for the 1990's - SafeComp '90, London (UK), 30 October - 2 November 1990, pp. 105 – 111
- Alberto Coen Porisini, Angelo Morzenti, Donatella Sciuto, Hardware Specification with the Temporal Logic TRIO, Proceedings of the 1990 ACM International Workshop on Timing Issues in the Specification and Synthesis of Digital Systems - TAU '90, Vancouver (Canada), 15 - 17 Agosto 1990
- Alberto Coen-Porisini, Angelo Morzenti, Donatella Sciuto, Specification and Verification of Hardware Systems using the Temporal Logic Language TRIO, Proceedings of the 10th International Symposium on Computer Hardware Description Languages and their Applications - IFIP CHDL 91, Marseille (F), 22 - 24 April 1991, pp. 43 – 61
- Alberto Coen-Porisini, Flavio De Paoli, SESADA: An Environment Supporting Software Specialization, Proceedings of the Third European Software Engineering Conference - ESEC '91, Milano (I), 20 - 24 October 1991, Lecture Notes on Computer Sciences, n. 550
- Alberto Coen-Porisini, Flavio De Paoli, Carlo Ghezzi, Dino Mandrioli, Software Specialization via Symbolic Execution, IEEE Transactions on Software Engineering, vol.17, n.9, September 1991, pp. 884 - 899
- Giacomo Buonanno, Alberto Coen Porisini, William Fornaciari, Hardware Specification using the assertion language ASTRAL, Proceedings of the Advanced Research Workshop on Correct Hardware Design Methodologies, Torino (I), 11 - 13 Giugno 1991, pp. 335-358
- Alberto Coen Porisini Un esame critico di un linguaggio Object Oriented: Eiffel, Rivista di Informatica - AICA -, vol. 22, n.2, Aprile 1992, pp.119 – 138
- Alberto Coen Porisini, Luigi Lavazza, Roberto Zicari, The ESSE Project: An overview, Proceedings of the Second Far East Workshop on Future Database Systems, Kyoto (JP), 27 - 28 Aprile 1992, Vol. 3 , pp. 28 – 37
- Fabiano Cattaneo, Alberto Coen-Porisini, Luigi Lavazza, Roberto Zicari, The ESSE project: supporting object-oriented database schema analysis and evolution. Overview and Progress Report, Proceedings of the TOOLS EUROPE '93, Versailles (F), 8 - 11 March 1993